# Champions Series de Patinação Artística no Gelo de 1995–96
O Champions Series de Patinação Artística no Gelo de 1995–96 foi a primeira temporada do Champions Series ISU, uma série de competições de patinação artística no gelo disputada na temporada 1995–96. São distribuídas medalhas em quatro disciplinas, individual masculino e individual feminino, duplas e dança no gelo. Os patinadores ganham pontos com base na sua posição em cada evento e os seis primeiros de cada disciplina são qualificados para competir na final do Champions Series, realizada em Paris, França.
A competição foi organizada pela União Internacional de Patinação (em inglês:  International Skating Union), a série Grand Prix começou em 17 de outubro de 1995 e continuaram até 25 de fevereiro de 1996.

## Calendário
| #     | Evento                               | Localização                 | Data                                |
| ----- | ------------------------------------ | --------------------------- | ----------------------------------- |
| 1     | Skate America de 1995                | Detroit, MI, Estados Unidos | 17–22 de outubro de 1995            |
| 2     | Skate Canada International de 1995   | St. John's, NL, Canadá      | 30 de outubro–5 de novembro de 1995 |
| 3     | Trophée de France de 1995            | Bordeaux, França            | 14–17 de novembro de 1995           |
| 4     | Nations Cup de 1995                  | Gelsenkirchen, Alemanha     | 22–25 de novembro de 1995           |
| 5     | NHK Trophy de 1995                   | Nagoya, Japão               | 7–10 de dezembro de 1995            |
| Final | Final do Champions Series de 1995–96 | Paris, França               | 23–25 de fevereiro de 1996          |

## Medalhistas

### Skate America
| Evento                        | Ouro                                     | Prata                                        | Bronze                                      | Ref   |
| Individual masculino detalhes | Todd Eldredge · Estados Unidos           | Michael Weiss · Estados Unidos               | Alexander Abt · Rússia                      | [ 1 ] |
| Individual feminino detalhes  | Michelle Kwan · Estados Unidos           | Chen Lu · China                              | Irina Slutskaya · Rússia                    | [ 1 ] |
| Duplas detalhes               | Marina Eltsova · Andrei Bushkov · Rússia | Jenni Meno · Todd Sand · Estados Unidos      | Elena Berezhnaya · Oleg Shliakhov · Letônia | [ 1 ] |
| Dança no gelo detalhes        | Pasha Grishuk · Evgeni Platov · Rússia   | Anjelika Krylova · Oleg Ovsiannikov · Rússia | Rene Roca · Gorsha Sur · Estados Unidos     | [ 1 ] |

### Skate Canada International
| Evento                        | Ouro                                      | Prata                                       | Bronze                                     | Ref   |
| Individual masculino detalhes | Alexei Urmanov · Rússia                   | Michael Shmerkin · Israel                   | Éric Millot · França                       | [ 1 ] |
| Individual feminino detalhes  | Michelle Kwan · Estados Unidos            | Hanae Yokoya · Japão                        | Josée Chouinard · Canadá                   | [ 1 ] |
| Duplas detalhes               | Evgenia Shishkova · Vadim Naumov · Rússia | Maria Petrova · Anton Sikharulidze · Rússia | Jodeyne Higgins · Sean Rice · Canadá       | [ 1 ] |
| Dança no gelo detalhes        | Shae-Lynn Bourne · Victor Kraatz · Canadá | Marina Anissina · Gwendal Peizerat · França | Irina Romanova · Igor Yaroshenko · Ucrânia | [ 1 ] |

### Trophée de France
| Evento                        | Ouro                                       | Prata                                       | Bronze                                     | Ref   |
| Individual masculino detalhes | Ilia Kulik · Rússia                        | Éric Millot · França                        | Elvis Stojko · Canadá                      | [ 1 ] |
| Individual feminino detalhes  | Josée Chouinard · Canadá                   | Lu Chen · China                             | Surya Bonaly · França                      | [ 1 ] |
| Duplas detalhes               | Elena Berezhnaya · Oleg Shliakov · Letônia | Oksana Kazakova · Artur Dmitriev · Rússia   | Jenni Meno · Todd Sand · Estados Unidos    | [ 1 ] |
| Dança no gelo detalhes        | Pasha Grishuk · Evgeni Platov · Rússia     | Marina Anissina · Gwendal Peizerat · França | Irina Romanova · Igor Yaroshenko · Ucrânia | [ 1 ] |

### Nations Cup
| Evento                        | Ouro                                         | Prata                                      | Bronze                                      | Ref   |
| Individual masculino detalhes | Viacheslav Zagorodniuk · Ucrânia             | Alexei Urmanov · Rússia                    | Todd Eldredge · Estados Unidos              | [ 1 ] |
| Individual feminino detalhes  | Michelle Kwan · Estados Unidos               | Maria Butyrskaya · Rússia                  | Nicole Bobek · Estados Unidos               | [ 1 ] |
| Duplas detalhes               | Marina Eltsova · Andrei Bushkov · Rússia     | Mandy Wötzel · Ingo Steuer · Alemanha      | Elena Berezhnaya · Oleg Shliakhov · Letônia | [ 1 ] |
| Dança no gelo detalhes        | Anjelika Krylova · Oleg Ovsyannikov · Rússia | Irina Romanova · Igor Yaroshenko · Ucrânia | Irina Lobacheva · Ilia Averbukh · Rússia    | [ 1 ] |

### NHK Trophy
| Evento                        | Ouro                                        | Prata                                     | Bronze                                             | Ref   |
| Individual masculino detalhes | Elvis Stojko · Canadá                       | Igor Pashkevich · Rússia                  | Philippe Candeloro · França                        | [ 1 ] |
| Individual feminino detalhes  | Lu Chen · China                             | Hanae Yokoya · Japão                      | Olga Markova · Rússia                              | [ 1 ] |
| Duplas detalhes               | Evgenia Shishkova · Vadim Naumov · Rússia   | Mandy Wötzel · Ingo Steuer · Alemanha     | Natalia Krestyaninova · Alexei Torchinski · Rússia | [ 1 ] |
| Dança no gelo detalhes        | Marina Anissina · Gwendal Peizerat · França | Shae-Lynn Bourne · Victor Kraatz · Canadá | Anna Semenovich · Vladimir Fedorov · Rússia        | [ 1 ] |

### Final do Champions Series
| Evento                        | Ouro                                      | Prata                                        | Bronze                                      | Ref   |
| Individual masculino detalhes | Alexei Urmanov · Rússia                   | Elvis Stojko · Canadá                        | Eric Millot · França                        | [ 2 ] |
| Individual feminino detalhes  | Michelle Kwan · Estados Unidos            | Irina Slutskaya · Rússia                     | Josee Chouinard · Canadá                    | [ 2 ] |
| Duplas detalhes               | Evgenia Shishkova · Vadim Naumov · Rússia | Marina Eltsova · Andrei Bushkov · Rússia     | Mandy Wötzel · Ingo Steuer · Alemanha       | [ 2 ] |
| Dança no gelo detalhes        | Oksana Grishuk · Evgeni Platov · Rússia   | Anjelika Krylova · Oleg Ovsyannikov · Rússia | Marina Anissina · Gwendal Peizerat · França | [ 2 ] |